# Callas, Var
Callas är en kommun i departementet Var i regionen Provence-Alpes-Côte d'Azur i sydöstra Frankrike. Kommunen ligger i kantonen Callas som tillhör arrondissementet Draguignan. År 2022 hade Callas 2 069 invånare.

## Befolkningsutveckling
Antalet invånare i kommunen Callas
| Referens: INSEE |